# اوراسیا (ساختمان)

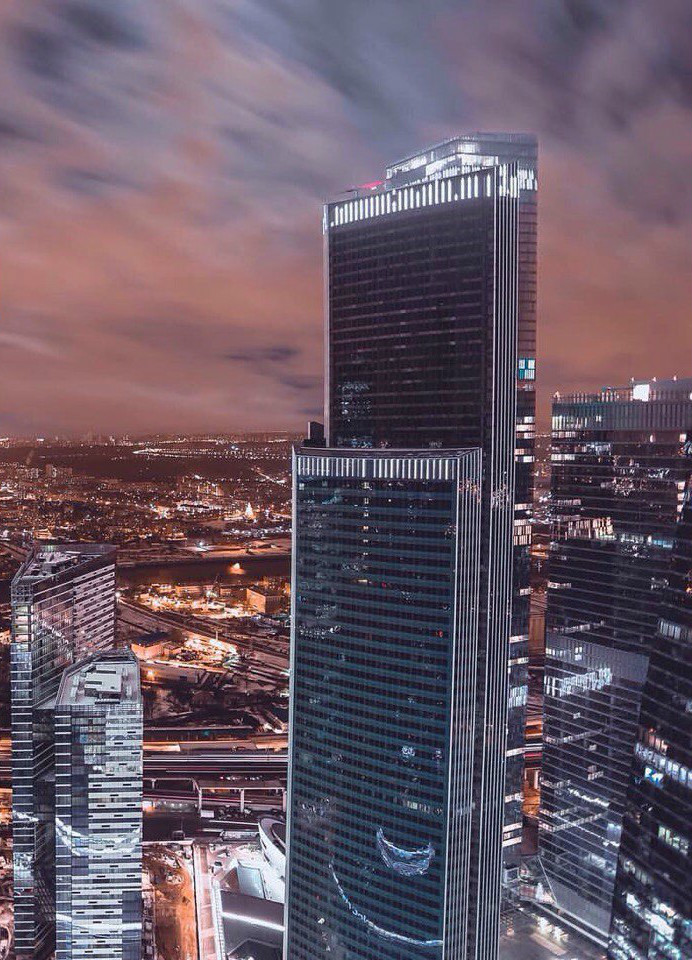
ساختمان اوراسیا در آسمان شب

اوراسیا (روسی: Башня Евразия) آسمان‌خراشی به ارتفاع ۳۰۸٫۹ متر در مرکز بین‌المللی کسب‌وکار مسکو، مسکو، روسیه است. این ساختمان از لحاظ بلندی چهارمین در روسیه و پنجمین در اروپا و یکی از ۹۰ آسمان‌خراش فوق بلند در جهان است.